# Kingston, Wisconsin
Kingston là một làng thuộc quận Green Lake, tiểu bang Wisconsin, Hoa Kỳ. Năm 2006, dân số của làng này là 288 người.